# Resolució 1403 del Consell de Seguretat de les Nacions Unides
La Resolució 1403 del Consell de Seguretat de les Nacions Unides fou adoptada per unanimitat el 4 d'abril de 2002. Després de recordar les resolucions 1397 (2002) i 1402 (2002), el Consell va exigir la implementació de la Resolució 1402 per part d'Israel i de Palestina.
El Consell de Seguretat va expressar la seva preocupació per la situació de deteriorament sobre el terreny i va assenyalar que encara no s'havia aplicat la Resolució 1402. Va exigir la seva implementació immediata i va acollir amb satisfacció la visita del Secretari d'Estat dels Estats Units Colin Powell a la regió i els esforços dels enviats de Rússia, Estats Units, Unió Europea i el Coordinador Especial de les Nacions Unides per aconseguir una resolució duradora del conflicte a l'Orient Mitjà.
El secretari general Kofi Annan es va encarregar de mantenir informat el Consell sobre l'evolució de la situació.